# Fernando Sor
Fernando Sor (pokřtěn 14. února 1778, Barcelona – 10. července 1839, Paříž) byl španělský klasický kytarista a hudební skladatel z období hudebního klasicismu. Ve Španělsku ve své době býval nazýván „Beethovenem kytary“. Jeho dílo obsahuje více než 60 skladeb pro kytaru, větší část z nich je dodnes považována za základní světovou kytarovou literaturu, jejíž znalost je pokládána za nezbytnou součást základního hudebního vzdělání každého špičkového kytaristy. Zejména jeho 21 koncertních etud patří do základního kytarového repertoáru, které obvykle musí nacvičit každý klasický kytarista.
Je také autorem učebnice hry na klasickou kytaru s názvem Metody pro španělskou kytaru, dílo bylo vydáno v roce 1830 ve Francii.

## Dílo
- List of Sor's surviving musical works (www.musicweb-international.com)

### Biografie
- More detailed biography and performance notes (www.musicweb-international.com)
- Another biography (www.classicalguitar.net)

### Publikace
- Information (Tecla Editions)
- Ich, Fernando Sor Archivováno 24. 7. 2011 na Wayback Machine. Versuch einer Autobiografie und gitarristische Schriften; by Wolf Moser (Edition Saint-Georges, ISBN 3-88583-004-3)

### Fotografie
- Fernando Sor's grave at the Cimetière de Montmartre (alt.)